# Aida Quilcué
Aida Quilcué, née le 2 février 1973 à Páez (Cauca), est une femme politique colombienne, dirigeante indigène du peuple Nasa et sénatrice depuis le 20 juillet 2022.
Née dans une réserve indigène du peuple Nasa, elle mène tout d'abord des programmes de santé autochtones dans le département du Cauca, puis devient une dirigeante indigène du département menant des manifestations historiques en 2008.

## Biographie

### Dirigeante indigène
Aida Quilcué est née le 2 février 1973 dans la réserve indigène Piçkwe Tha Fiw  à Páez, dans le département de Cauca.
Dans les années 1990, elle mène la promotion de la santé au sein de l'Association autochtone du Cauca (AIC).En 2000, elle est coordinatrice du programme de santé à l'AIC et au Conseil régional indigène de Huila (CRIHU).
Entre 2003 et 2009, elle est nommée responsable du Conseil autochtone régional du Cauca (es) (CARC). Elle est l'organisatrice en 2008 de manifestations indigènes historiques de revendications territoriales, surnommée l'Indigène Minga de 2008 (es).
Lors de ces manifestations, son mari Edwin Legarda meurt le 16 décembre à l'hôpital, après avoir reçu trois coups de fusil tirés par des soldats sur une autoroute, dans le département de  Cauca. Pendant le procès et les années suivantes, Aida Quilcué et sa fille ont été victimes de très nombreuses menaces de mort et d'agressions.
En octobre 2021, elle reçoit le Prix national pour la défense des droits de l'homme en Colombie (es), dans la catégorie Défense d'une vie, lié à sa défense historique des droits, de la culture, l'autonomie et des territoires des peuples indigènes.
Aida Quilcué est conseillère pour les droits de l'homme et la paix à l'UNESCO.

### Sénatrice
Lors des élections législatives de mars 2022, elle est élue sénatrice avec son parti le MAIS, sur l'une des deux circonscriptions spéciale indigène du Sénat,.
Sur la page dédiée au Sénat et sa composition, mais encore sur Congreso Visible, une plateforme de vulgarisation du Congrès par l'université des Andes, elle n'est pas liée au Pacte historique, contrairement à Martha Peralta Epieyú, mais uniquement à son parti, le MAIS. La sénatrice Aida Quilcué semble davantage indépendante.
Cette indépendance est prouvée, puisque qu'Aida Quilcué participe aux réunions du Pacte historique, avec le gouvernement en octobre 2022, qu'elle soutient, mais dont des audios divulgués dévoilent des critiques : « Ils nous ont envoyés en enfer, ils ne donnent même pas de rendez-vous, ils ne répondent pas au téléphone », ou encore « je le dis parce que, selon ce gouvernement, je le dis avec tout le respect que je vous dois et avec tout ce qui nous arrive, toute la confiture est donnée aux partis traditionnels ».